# シネセゾン
株式会社シネセゾン（Cine Saison CO.,LTD）は、かつて存在した日本の映画配給会社。セゾングループの基幹企業であった西武百貨店、西友、パルコにより1984年2月1日に設立された。

## 概要
1981年12月のドライブインシアター（西友小手指店）、1983年11月のシネ・ヴィヴァン・六本木（六本木WAVE）のオープンを契機として始まったセゾングループの映像ビジネスを統合するため、1984年3月のキネカ大森（ams西武大森店）オープンと時を同じくして、設立され、サンシャイン60に事務所を開設した。設立時の役員には、代表取締役社長に冨田道彦（西友）、役員に谷島茂之（西友）、高橋熙明（西武百貨店）、増田通二（パルコ）、堤康二（堤清二の長男）が就いた。主としてセゾングループの映画館に映画を供給する業務を行い、1985年5月にはセゾングループ第1作『火まつり』を公開。その後、映画製作は西友の映画製作事業部に移管した。
1985年3月にキネカ筑波（筑波西武）、同年11月にはシネセゾン渋谷（渋谷プライム）がオープンし、セゾングループの映画館網の広がりにあわせて、1986年から外国映画の輸入を開始し、1988年度には『デ ジャ ヴュ』『さよなら子供たち』『バベットの晩餐会』が相次いでヒット。ヨーロッパ・クラシック及び、ニューヨーク・インデューズ作品を軸に150タイトルを越える作品を配給していった。1998年6月にその活動を終えたが、最後の配給作品はパスカル・フェラン監督の『a.b.c.の可能性』であった。
世界各国からの仕入れ・買付けを通じて、シネセゾンおよびグループ内映画館での各国映画祭（不定期開催）を企画し、「ポーランドシネマウィーク」（1984年）、「イタリア映画祭」（1986年）、「キューバ映画祭」（1989年）、「パラジャーノフ祭」（1991年）、「カサヴェテス・コレクション」（1996年）などを開催している。

### 本社所在地
発足時は、セゾングループの本部機能が集中していた東池袋のサンシャイン60に本社を置いた。
1989年10月、事務所を京橋のアサコ京橋ビルに移転。翌年2月末には、同ビル地下1階に客席42席の「シネセゾン試写室」を開設した。試写室は、シネセゾン終了後の1990年代末から東京テアトルの関連会社メディアボックスが運営する「メディアボックス試写室」となるが、2007年には東京テアトルの直営に変更し、「京橋テアトル試写室」となった。
1990年代中期に、本社を麹町の半蔵門村山ビル1階に再度移転。シネセゾンが活動を終えるまで所在した。なお、同ビルには関連会社の西友の映画、放送、文化教室、庭園施設などの文化・メディア事業の本部も置かれていた。

## 主な配給作品

### 1980年代
- 三人の女（監督：ロバート・アルトマン）※1977年度カンヌ国際映画祭主演女優賞
- 火まつり（監督：柳町光男）
- 星くず兄弟の伝説（監督：手塚眞）
- そして船はゆく（監督：フェデリコ・フェリーニ）
- 白い町で（監督：アラン・タネール）
- チューズ・ミー（監督：アラン・ルドルフ）
- ある女の存在証明（監督：ミケランジェロ・アントニオーニ）
- 喝采の陰で（監督：アーサー・ミラー）
- サブウェイ（監督：リュック・ベッソン）
- 夢みるように眠りたい（監督：林海象）
- シー・ガッタ・ハヴ・イット（監督：スパイク・リー）
- 溝の中の月（監督：ジャン＝ジャック・ベネックス）
- 緑の光線（監督：エリック・ロメール）※1986年ヴェネチア国際映画祭金獅子賞
- ラヴ・ストリームス（監督：ジョン・カサヴェテス）※1984年ベルリン国際映画祭グランプリ
- 狂気の愛（監督：アンジェイ・ズラウスキー）
- デ ジャ ヴュ（監督：ダニエル・シュミット）
- 童年往事 時の流れ（監督：侯孝賢）
- ドグラ・マグラ（監督：松本俊夫）
- インテルビスタ（監督：フェデリコ・フェリーニ）
- 月の出をまって（監督：ジル・ゴッドミロー）
- マカロニ（監督：エットーレ・スコラ）
- さよなら子供たち（監督：ルイ・マル）※1987年ヴェネチア国際映画祭金獅子賞
- バベットの晩餐会（監督：ガブリエル・アクセル）※1987年米アカデミー賞外国映画賞
- アトランティック・シティ（監督：ルイ・マル）
- マダム・スザーツカ（監督：ジョン・シュレシンジャー）
- 友達（監督：シェル・オーケ・アンデション/原作：安部公房）

### 1990年代
- 五月のミル（監督：ルイ・マル）
- 獅子座（監督：エリック・ロメール）
- 真夜中の虹（監督：アキ・カウリスマキ）
- ローズヒルの女（監督：アラン・タネール）
- 蠅の王（監督：ハリー・フック）
- バタアシ金魚（監督：松岡錠司）
- イカレたロミオに泣き虫ジュリエット（監督：アンニャ・フランケ、ダニー・レヴィ）
- 達磨はなぜ東へ行ったのか（監督：ペ・ヨンギュン）
- アメリカから来た男（監督：アレッサンドロ・ダラトリ）
- ラヴィ・ド・ボエーム（監督：アキ・カウリスマキ）
- 冬物語（監督：エリック・ロメール）
- 歌姫カルメーラ（監督：カルロス・サウラ）
- 地球交響曲　ガイアシンフォニー（監督：龍村仁）
- ウルガ（監督：ニキータ・ミハルコフ）
- アシクケリブ（監督：セルゲイ・パラジャーノフ）
- ダメージ（監督：ルイ・マル）
- こわれゆく女（監督：ジョン・カサヴェテス）
- 季節のはざまで（監督：ダニエル・シュミット）
- ゲンセンカン主人（監督：石井輝男）
- 青い青い海（監督：ボリス・バルネット）
- 戦争と平和（監督：セルゲイ・ボンダルチュク）
- レニングラード・カウボーイズ、モーゼに会う（監督：アキ・カウリスマキ）
- ギルバート・グレイプ（監督：ラッセ・ハルストレム）
- 木と市長と文化会館/または七つの偶然（監督：エリック・ロメール）
- パリのランデブー（監督：エリック・ロメール）
- Focus（監督：井坂聡）
- 月とキャベツ（監督：篠原哲雄）
- 私は20歳（監督：マルレン・フツィエフ）
- 白い馬 ЦАГААН МОРЬ（監督：椎名誠）
- ミルドレッド（監督：ニック・カサヴェテス）
- ファーゴ（監督：ジョエル・コーエン）
- しずかなあやしい午後に （監督：太田和彦、和田誠、椎名誠）
- 未来は今（監督：ジョエル・コーエン）
- a.b.c.の可能性（監督：パスカル・フェラン）

## 協力した主な映画祭
- フランス新作映画祭 - 1984年9月、シネ・ヴィヴァン・六本木を会場に開催。
- イタリア映画祭 - 1986年9月、イタリア映画産業協会、テレビ東京が主催。シネ・ヴィヴァン・六本木、シネセゾン渋谷、キネカ大森、スタジオ200、スタジオAmsを会場に開催。「マカロニ」など12作品が紹介。ジュリアーノ・ジェンマなどが来日。
- 北欧映画祭 - 1987年11月、シネ・ヴィヴァン・六本木などを会場に開催。
- キューバ映画祭'89 - 1989年8月、シードホール、キネカ大森を会場に開催。西友が主催、国際シネマ・ライブラリーと共に協力した。
- ソビエト映画祭'90 - 1990年4月に銀座テアトル西友 、キネカ錦糸町にて開催。
- 新ラテンアメリカ映画祭'90 - 1990年10月に銀座テアトル西友、キネカ錦糸町にて開催。ガルシア・マルケスなどが来日。